# O Beijo
O Beijo é uma escultura em mármore do artista realista Auguste Rodin que está atualmente no Museu Rodin (Musée Rodin), em Paris.
Na obra do escultor francês, o artista inspirou-se nos delírios amorosos vividos com Camille Claudel, sua assistente. Como muitos dos mais conhecidos trabalhos de Rodin, incluindo "O Pensador", o casal que se abraça retratado na escultura apareceu originalmente como parte de um grupo no trabalho de Rodin os "Os Portões do Inferno", encomendado por um planeado museu de arte em Paris. O casal foi posteriormente removido e substituído por outro casal de namorados localizado na coluna direita dos "Portões".

## História
"O Beijo" originalmente tinha o nome "Francesca da Rimini", pois descreve a nobre do século XIII italiano imortalizado no Inferno de Dante (Círculo 2, Canto 5) que se apaixona por Paolo, irmão mais novo do seu marido Giovanni Malatesta. Tendo-se apaixonado ao ler a história de Lancelot e Guinevere, o casal é descoberto e morto pelo marido de Francesca. Na escultura, o livro pode ser visto nas mãos de Paolo. Os lábios dos amantes não se tocam realmente na escultura, sugerindo-se que eles foram interrompidos quando de sua morte, sem seus lábios nunca terem se tocado.
Quando os críticos viram pela primeira vez a escultura em 1887, sugeriram um título menos específico: Le Baiser (O Beijo).
Rodin indicou que a sua abordagem às mulheres na escultura foi uma homenagem a elas e aos seus corpos, não apenas a submete-las aos homens, mas como parceiros de pleno ardor. O erotismo consequente na escultura tornou-a controversa. Uma versão de bronze da escultura (74 cm de altura) foi enviada para uma exposição em 1893 em Chicago. A escultura foi considerada inadequada para a exibição em geral e relegada para uma câmara interna.

## Pequenas Versões
O método de Rodin para fazer grandes esculturas foi empregando escultores assistentes para copiar um modelo menor, de um material que era mais fácil de trabalhar do que o mármore. Uma vez quando eles tinham acabado, Rodin ia dar os últimos retoques na versão maior.
Antes de criar a versão em mármore de "O Beijo", Rodin produziu várias esculturas menores em barro, gesso e bronze.

## Grandes Esculturas de Mármore

### Comissão Francesa
Em 1888, o governo francês encomendou a primeira versão de mármore em grande escala de "O Beijo" de Rodin para a Exposição Universal de 1889, mas foi exibido publicamente pela primeira vez no "Salon de la Société National des Beaux-Arts" em 1898. Era tão popular que a empresa "Barbedienne" ofereceu a Rodin um contrato para produzir um número limitado de cópias menores em bronze. Em 1900, a estátua foi movida para o "Musée du Luxembourg", antes de ser levada para a sua localização actual, o Musée Rodin, em 1918.

### Comissão Warren
Em 1900, Rodin fez uma cópia para Perry Edward Warren, um excêntrico colecionador norte-americano que vivia em Lewes, no East Sussex, na Inglaterra, com sua colecção de antiguidades gregas e a sua amante, John Marshall. Depois de ver o beijo no Salon de Paris, o pintor William Rothenstein recomendou a Warren como uma possível aquisição, mas o O Beijo tinha sido encomendado pelo governo francês, e não estava disponível para venda. Rodin ofereceu-se para fazer uma cópia e Warren ofereceu metade do seu preço original (10 mil francos, em vez de 20.000). O contrato para a Comissão incluiu que "os órgãos genitais do homem deve estar completa." Uma carta anterior explicou que "ser um pagão e amante de antiguidades", Warren queria que os órgãos genitais do homem fossem esculpidos de forma proeminente na tradição clássica grega, em vez de modestamente ocultos.
Em 1914 a escultura foi emprestado para a Câmara Municipal de Lewes a colocar em exposição pública na Câmara Municipal. Um número de puritanos locais, liderados por a  diretora Miss Fowler-Tutt, opôs-se à natureza erótica da escultura. Eles estavam particularmente preocupados que esta poderia incentivar o ardor de um grande número de soldados que estavam alojados na cidade naquela época, eles que participaram na bem-sucedida campanha para que a escultura fosse aberta ao publco. Foi devolvida à residência de Warren em Lewes em 1917, onde permaneceu armazenada durante 12 anos até a morte de Warren, em 1929. O herdeiro de Warren, Asa H. Thomas, colocou a escultura para venda na casa de leilões local, mas não conseguiu cumprir o seu preço de reserva e foi retirada da venda. Alguns anos depois, foi emprestado para a Tate Gallery em Londres. Em 1955, a Tate comprou a escultura para o país a um custo de £7.500. Em 1999, entre 5 de Junho e 30 de Outubro, "O Beijo" voltou brevemente para Lewes, como parte de uma exposição de obras de Rodin. Sua casa regular é agora a Tate Modern - no entanto, em Setembro de 2007, a obra foi transferida para a Tate Liverpool, onde assumiu um lugar de destaque durante o período das comemorações em torno do oitavo centenário da cidade de Liverpool durante as comemorações da Capital Europeia da Cultura em 2008.

### Outras Versões
As três versões maiores de mármore foram exibidas juntas no Musée d'Orsay, em 1995. Uma cópia, um quarto menor, com cerca de 90 cm de altura - em comparação com 181,5 cm para a cópia em Paris - foi feita após a morte de Rodin pelo escultor Henri-Léon Gréber para o Museu Rodin de Filadélfia.
Um grande número de bronze moldes foram feitos. O Musée Rodin relata que a "Fundação Barbedienne" sozinha produziu 319. De acordo com a lei francesa, decretada em 1978, apenas as primeiras doze podem ser chamadas de originais.

#### Galeria

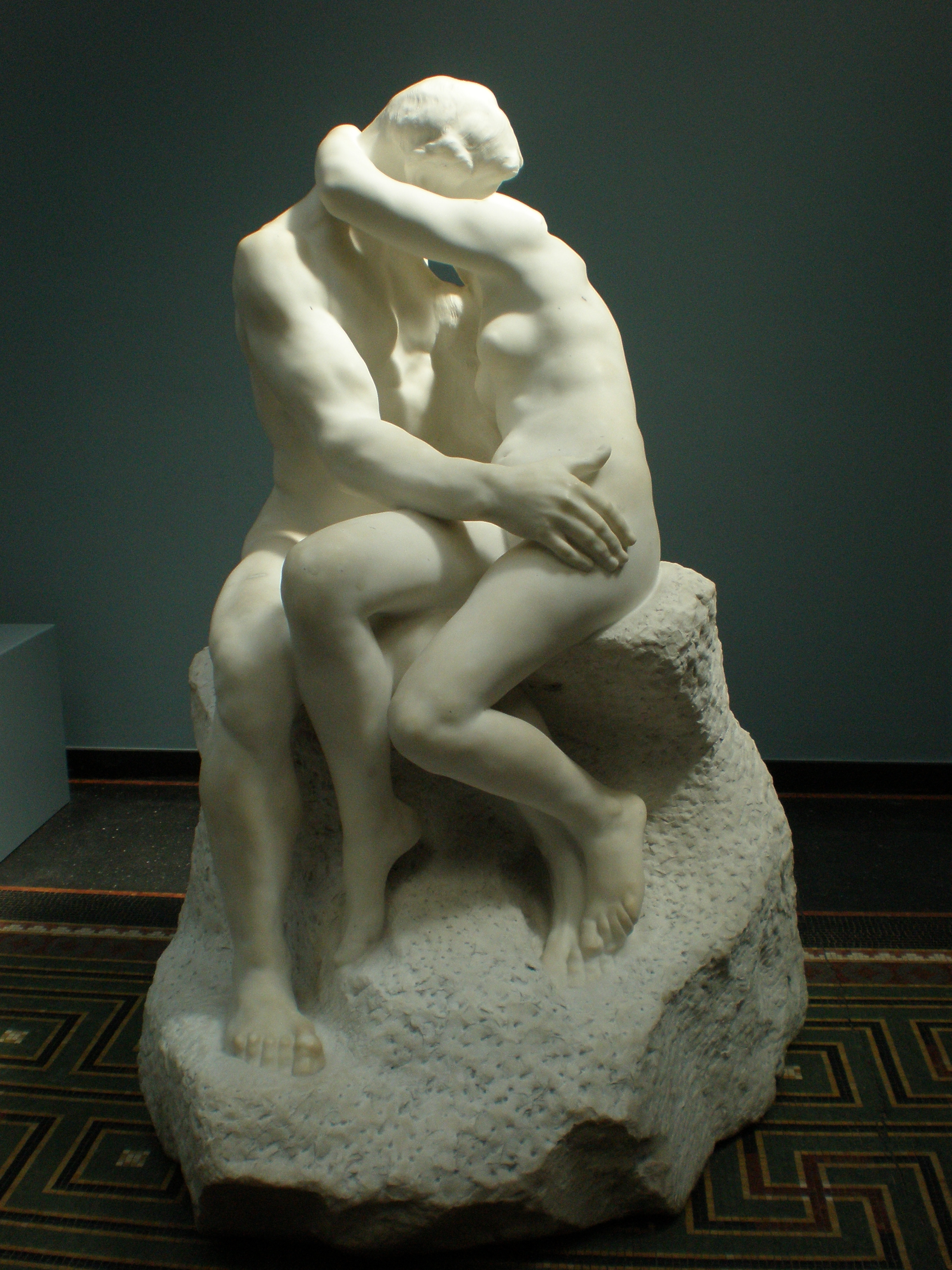
"O Beijo" em mármore na Ny Carlsberg Glyptotek (Copenhaga).
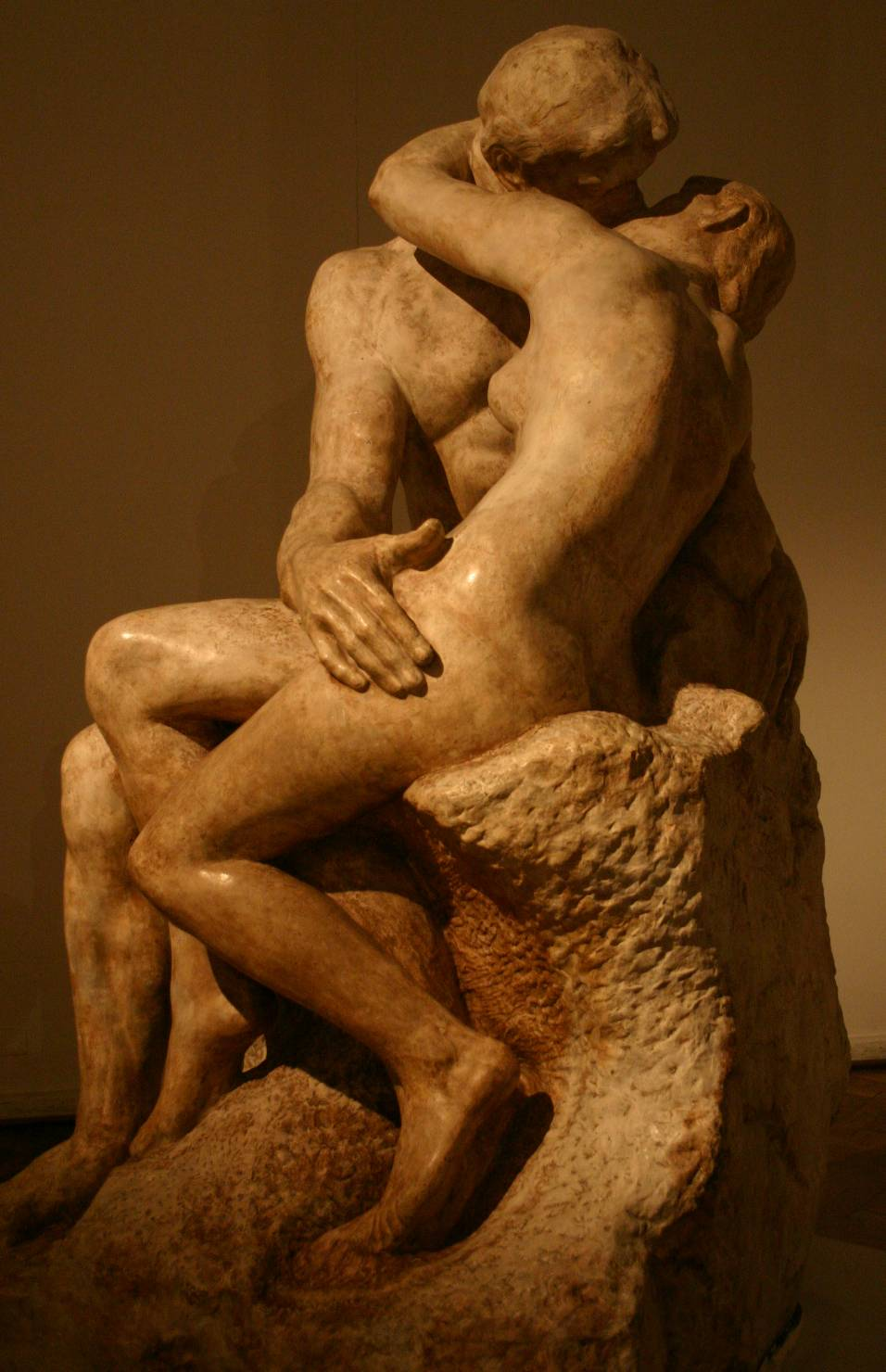
Em Buenos Aires no Museo Nacional de Bellas Artes.
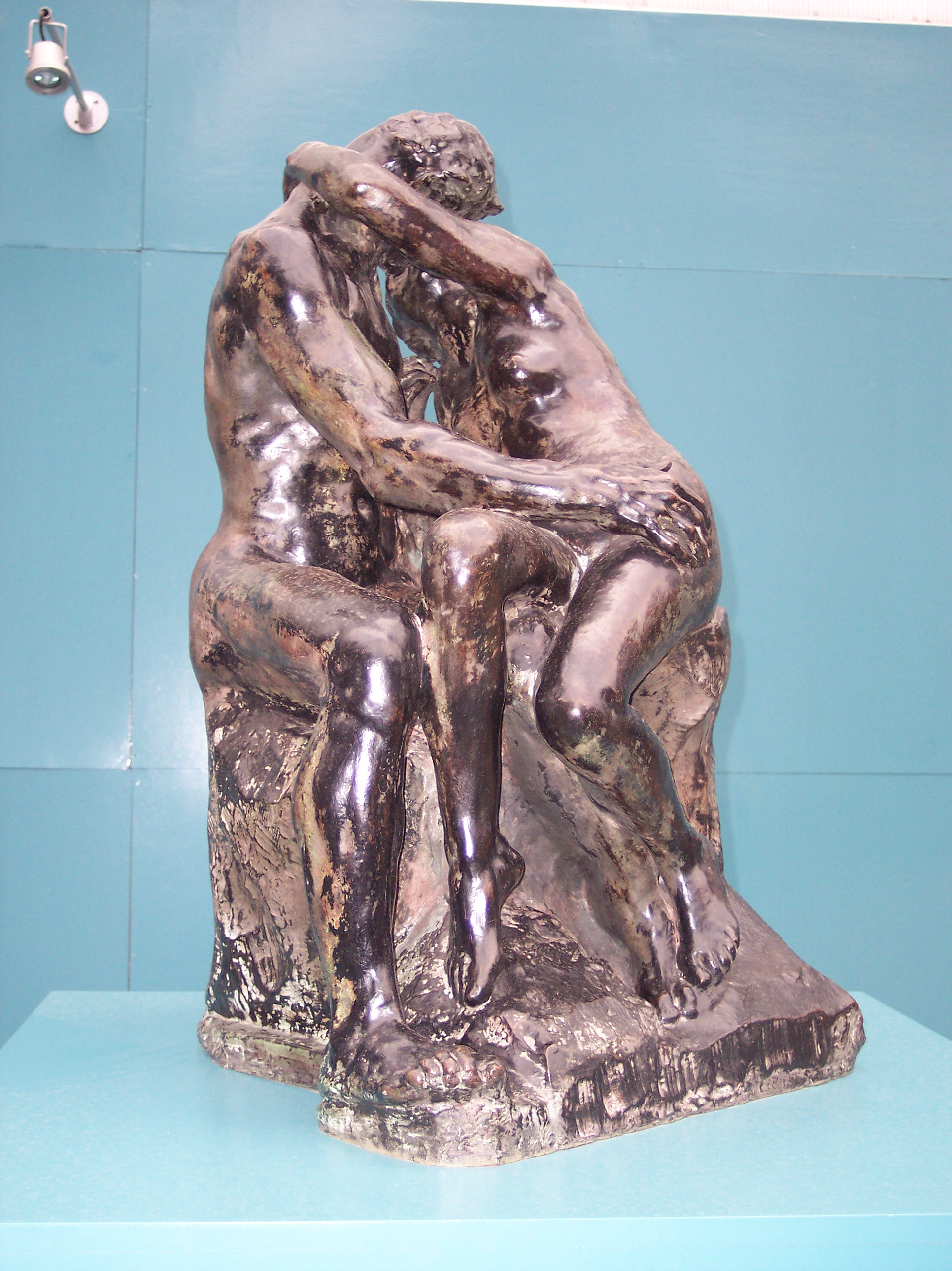
Em bronze platinado (Cidade do México).
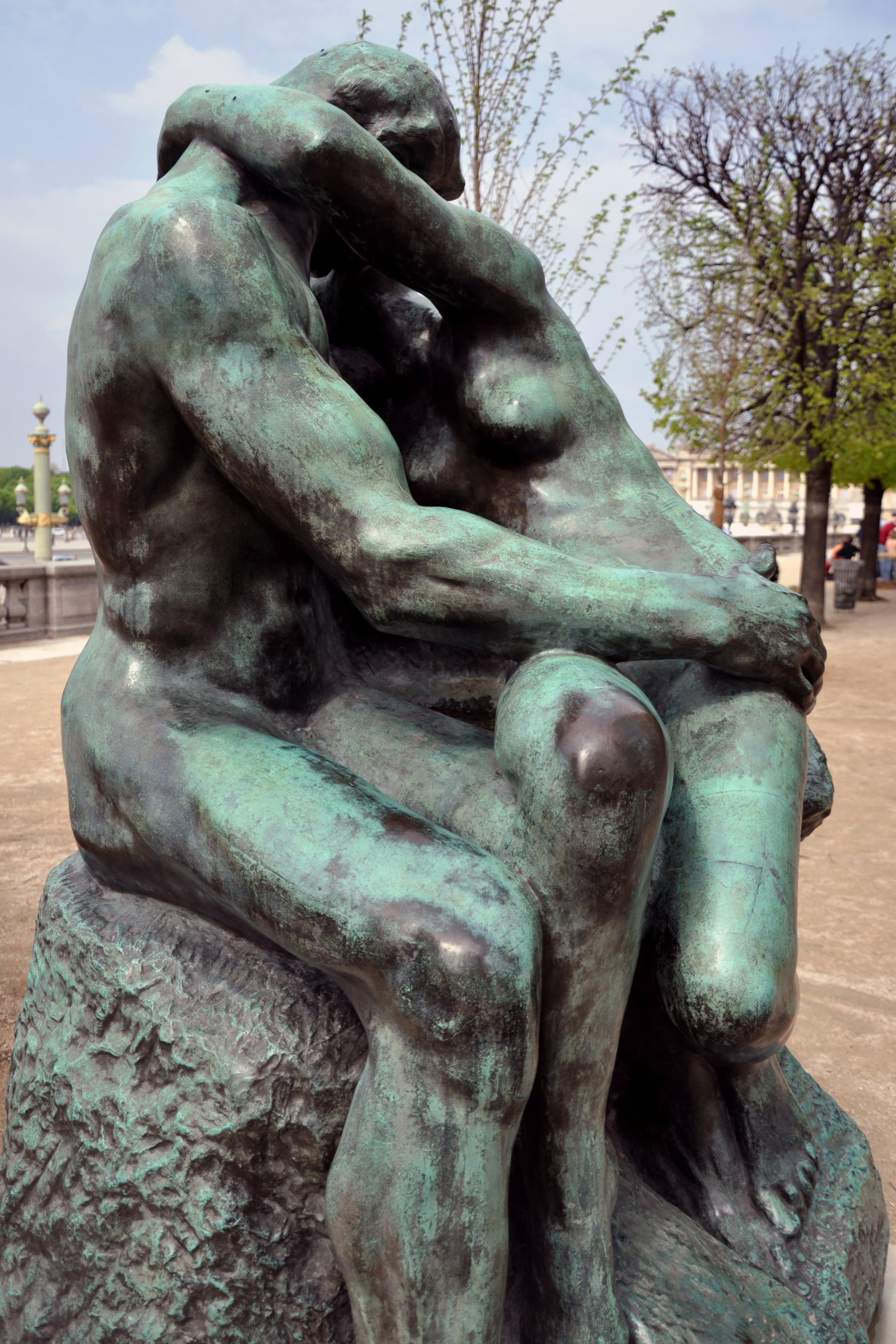
"O Beijo" no Jardins das Tulherias, (Paris).